# Hisaka Masashi
Hisaka Masashi (火坂雅志 (Hỏa Phản Nhã Chí) 04 tháng 05 năm 1956 – 26 tháng 02 năm 2015), là một tiểu thuyết gia người Nhật Bản.

## Lai lịch
Hisaka Masashi xuất thân từ thành phố Niigata thuộc tỉnh Niigata, tốt nghiệp Đại học Waseda sau khi tốt nghiệp trường cấp 3 tỉnh Niigata.
Thời còn học Đại học, ông là thành viên của hội những người yêu thích văn học lịch sử của trường nên rất quen thuộc với thể loại văn học này. Cùng chung nhóm với ông có Iwasa Yoshihito, một chính trị gia và Kikuchi Michito, một tiểu thuyết gia lịch sử khác. Sau khi tốt nghiệp Đại học, ông làm biên tập cho một nhà xuất bản. Tác phẩm đầu tay của ông là "Gekka Hikenkō" (1988) và bắt đầu được chú ý khi tác phẩm "Zenshū" của ông lọt vào danh sách ứng cử viên nhận giải thưởng văn học "Yoshikawa Eiji Bungaku Shinjinshō". Tác phẩm của Masashi đậm màu sắc truyền kỳ, nhưng trong những năm gần đây ông đã chính thức bước vào thể loại tiểu thuyết thời đại. Các tác phẩm chủ yếu là: "Hashō no mon", "Kokui no saishō", "Tenchijin"… Tác phẩm Tenchijin nhận được giải thưởng văn học Nakayama Gishū và được truyền hình NHK dựng thành phim truyền hình lịch sử (NHK Taiga Drama) năm 2009.
Cùng học với ông còn có Mori Tatsuya, đạo diễn phim tài liệu và nữ bình luận văn học Saitō Minako.

## Tác phẩm
- Gekka Hikenkō (花月秘拳行) 11/1988
- Gekka Hikenkō 2 Hokuto Kokutei hen (花月秘拳行 2 北斗黒帝篇) 12/9189
- Koppō Hiden (骨法秘伝) 12/1989
- Koppō Buraiken (骨法無頼拳) 5/1990 (tên cũ là Matosatsuken Koppō series)
- Koppō Hissatsu (骨法必殺) 11/1990
- Ryōma Fukkatsu (竜馬復活) 3/1991
- Sengoku Yōkenroku (戦国妖剣録) 4/1991
- Akutō Densetsu Gehōgari (悪党伝説 外法狩り) 5/1991
- Nobunaga gari Akutō Densetsu 2 (信長狩り 悪党伝説 2) 5/1992
- Shinkun gari Akutō Densetsu 3 (神君) 7/1993
- Kusunoki Masashige Igyō no gyakkushū (楠木正成異形の逆襲) 9/1991
- Sekigahara Gemma chō (関ケ原幻魔帖) 10/1991 (tên cũ là Sekigahara shirei taisen)
- Kyōto Jusatsu (京都呪殺) 12/1991
- Miyamoto Musashi Fukkatsu Nitō-ryū (武蔵復活二刀流) 7/1992 (tên cũ là Kengō Miyamoto Musashi)
- Nobunaga no misshiibun Okehazama no kassen (信長の密使 異聞・桶狭間の合戦) 9/1992
- Kyōto Himitsu no Makaizu Kikikaikai no jūsannin no Eiyū ni daremoga kooritsuku (京都秘密の魔界図 奇々怪々の13人の英雄に誰もが凍りつく) 1992
- Shin-iden 1 Taishi Miraiki (神異伝 1 太子未来記) 7/1993
- Shin-iden 2 Yami no saishu (神異伝 2 闇の祭主) 8/1993
- Shin-iden 3 Yumemori no ketsumyaku (神異伝 3 夢守の血脈)
- Shin-inden 4 Yonkaiō Fukkatsu (神異伝 4 四海王復活) 10/1993
- Shin-iden 5 Kinjin Shutsugen (神異伝　5　金人出現)
- Saigyō zakura (西行桜) 2/1994
- Yagyū Retsudō Jūbei wo koeta Hijōken (柳生烈堂 十兵衛を超えた非情剣) 4/1995
- Yagyū Retsudō Keppūroku Shukuteki Ren-yasai no maki (柳生烈堂血風録 宿敵・連也斎の巻) 1/1996
- Yagyū Retsudō taiketsu Hattori Hanzō (柳生烈堂 対決服部半蔵) 7/1996
- Yagyū Retsudō Hikengari (柳生烈堂 秘剣狩り) 12/1997
- Yagyū Retsudō Kaiso Sekishūsai wo shinoida Mutō no ken (柳生烈堂 開祖・石舟斎を凌いだ無刀の剣) 7/1997
- Musashi Nitō-ryū (武蔵二刀流) 10/1995 (tên cũ là Musashi Kiganjō)
- Kidō Taiheiki Fūunji (鬼道太平記 風雲児) 12/1995
- Tokugawa Gehō Ninpū Roku (徳川外法忍風録) 4/2001 (tên cũ là Ieyasu Gehō kubi)
- Shinsengumi Madōken (新選組魔道剣) 8/1996
- Nihon Makai Kikō (日本魔界紀行) 1996 (tên cũ là Nihon Makai Tanken)
- Kirigaku Saizō (霧隠才蔵) 1/1997
- Kirigaku Saizō Beni no Sanada Yukimura Jin (霧隠才蔵 紅の真田幸村陣) 7/1997
- Kirigaku Saizō Kettō Negoro Shinobi shū (霧隠才蔵血闘根来) 1/1998
- Genji Mujōken (源氏無情剣) 5/1997
- Rikyū Tsubaki (利休椿) 5/1997
- Katsurakago to sonota no tampen (桂篭とその他の短篇) 11/1998
- Iga no Kage bōshi (伊賀の影法師) 1998
- Zenshū (全宗) 3/1999
- Chūshingura Shinjū (忠臣蔵心中) 3/1999
- Sōshin no yume (壮心の夢) 7/1999
- Bishoku Tantei (美食探偵) 3/2000
- Owari Yagyū Hiken (尾張柳生秘剣) 11/2000
- Hashō no mon (覇商の門)
- Kottōya Seijirō Tehikae (骨董屋征次郎手控) 5/2001
- Aoki Kairō (蒼き海狼) 10/2001
- Kokui no saishō (蒼き海狼) 10/2001
- Ōgon no hana (黄金の華) 11/2002
- Musashi to Munisai (武蔵と無二斎) 1/2003
- Ieyasu to Gonnosuke (家康と権之丞) 3/2003
- Kottōya Seijirō Kyōgoyomi (骨董屋征次郎京暦) 4/2004
- Tora no shiro (虎の城) 9/2004
- Cha no yu Jikenbo (茶の湯事件簿) 2004
- Sawahiko (沢彦) 8/2006
- Tenchijin (天地人) 9/2006
- Sengoku Bushō shōri no jitsugaku (戦国武将勝利の実学) 2006
- Niigata Tarukinuta Meiwa Gijin Kuden (新潟樽きぬた 明和義人口伝) 2007
- Garyō no Ten (臥竜の天) 2007
- Nokizaru no tsuki (軒猿の月) 12/2007
- Gunshi no mon (軍師の門) 11/2008